# Pedro Juan Caballero (città)
Pedro Juan Caballero è una città del Paraguay, capoluogo del dipartimento di Amambay. 
La città è situata al confine con lo stato brasiliano di Mato Grosso do Sul e dista 536 km dalla capitale del paese, Asunción.

## Popolazione
Al censimento del 2002 Pedro Juan Caballero contava una popolazione urbana di 64.592 abitanti (88.189 nel suo distretto), secondo i dati della Dirección General de Estadística, Encuestas y Censos. All'interno del territorio del distretto sono presenti numerose comunità indigene di etnia Páî Tavyterâ.

## Storia
Il popolamento del territorio incluso oggi nel Dipartimento di Amambay cominciò solo al termine della guerra della Triplice Alleanza, con la privatizzazione dei fondi per lo sfruttamento delle risorse boschive e la coltivazione dell'erba mate. La città sorse sulle sponde di un piccolo lago alla fine del XIX secolo con il nome di Punta Porí. Nel 1901 fu elevata al rango di distretto, prendendo il suo nuovo nome da quello del capitano Pedro Juan Caballero, un protagonista dell'indipendenza paraguayana. Nella seconda metà del XX secolo Pedro Juan Caballero ha conosciuto un rapido sviluppo economico dovuto principalmente alla sua condizione di città di confine.

## Economia
La città deve il suo sviluppo commerciale alla vicinanza della frontiera: la città brasiliana di Ponta Porã è divisa da essa solo da un viale e i due centri mantengono tra di loro un forte legame economico, sociale e culturale. Le altre attività praticate sono l'agricoltura e l'allevamento.

### Turismo
Nelle vicinanze di Pedro Juan Caballero si trova il Parque Nacional Cerro Corá, un parco naturale che conserva numerose specie di flora e fauna in pericolo oltre che innumerevoli iscrizioni rupestri risalenti ad almeno 3.500 anni fa. Il Cerro Corá, inoltre, ha una grande importanza storica per il paese: proprio in questo luogo con la morte in battaglia del maresciallo Francisco Solano López ebbe termine nel 1871 la disastrosa guerra della Triplice Alleanza, nella quale morì la quasi totalità della popolazione maschile paraguaiana del tempo.